# Satrap
Satrap (perz.: ساتراپ) je naziv za namjesnika određene provincije koji se koristio u doba antičke Medije, Perzijskih Carstava u doba Ahemenida i Sasanida, te helenističkih carstava.
Riječ „Satrap“ dolazi od staroperzijske riječi xšaθrapāvā što znači „zaštitnik provincije“, odnosno spoj je dviju riječi; xšaθra („provincija“) i pāvā („zaštitnik“). Na modernom perzijskom jeziku riječ se izgovara šahrban (شهربان), pri čemu je šahr grad, dok sufiks bān znači „čuvar“.
Sustav vladavine preko satrapija prvi su koristili perzijski vladari, pa se Perzijsko Carstvo često smatra prvom federacijom u povijesti.
U moderno doba, riječ "satrap" se u prenesenom značenju koristi za samovoljnog i okrutnog čovjeka, despota, tiranina.

## Perzijski satrapi
Šira upotreba satrapija ili provincija datira iz doba Perzijskog Carstva pod ahemenidskim vladarom Kirom Velikim oko 530. pr. Kr. Ipak, slična provincijska organizacija postojala je i u doba vladavine Medijaca oko 648. pr. Kr.
Sve do osvajanja Medije od strane Kira Velikog, medijski vladari su upravljali pokorenim teritorijama preko „kraljeva-štićenika“ i guvernera. Dvadeset satrapa koje je postavio Kir Veliki nisu bili kraljevi, već vicekraljevi koji su vladali u ime velikog kralja Ahemenidskog Perzijskog Carstva. Neki od njih su se barem povremeno uspjeli osamostaliti pobunama protiv centralne vlasti, no u većini slučajeva ustanci su bili ugušeni. Darije Veliki poboljšao je organizaciju perzijskih satrapija, povećao im broj na 23, te uveo jedinstven administrativni i porezni sustav (prema zapisima u Behistunu).
Satrap je praktički imao svu vlast u svojoj provinciji; sakupljao je porez, vodio administraciju među plemenima i gradovima, a njegov dvor je imao ulogu i vrhovnog suda provincije. Također, brinuo se za sigurnost, gradnju i održavanje perzijskih cesta, a bio je zadužen i za gušenje lokalnih pobuna i razbojništva. U njegovu radu pomagali su perzijsko vijeće, te kraljevski tajnik i pisar koji su provodili godišnje kontrole, dok su njegov rad nadgledale tzv. „kraljeve oči“, odnosno pripadnici prve poznate obavještajne službe u povijesti. Satrapima je bilo dopušteno upravljanje vlastitom vojskom odnosno osobnom stražom, iako je cijela vojska carstva odgovarala isključivo velikom kralju kao nadređenom generalu.

### Satrapije
Prema zapisima u Behistunu i Herodotovim djelima, satrapije Perzijskog Carstva u doba Ahemenida bile su:
- Perzija
- Elam
- Babilonija
- Medija
- Skitija
- Jonija
- Lidija
- Frigija
- Makedonija
- Pamfilija
- Paflagonija
- Kapadocija
- Karija
- Licija
- Skudra (Trakija)
- Armenija
- Asirija
- Cilicija
- Taksila
- Egipat
- Fenicija
- Gandara
- Satagidija
- Gedrozija
- Karmanija
- Maka
- Drangijana
- Arahozija
- Baktrija
- Partija
- Arija
- Sagartija
- Horazmija
- Sogdijana
- Kuš
- Arabija
- Hirkanija
- Margu
- Dahi
- Libija
- Morska zemlja
- Prekomorska zemlja
- Akaufaka
- Quadia

## Helenistički satrapi
Nakon što je porazio Ahemenidsko Perzijsko Carstvo, Aleksandar Makedonski obnovio je satrapsku administraciju i naslov, te je preko satrapa upravljao novonastalim Makedonskim carstvom. Njegovi nasljednici dijadosi i njihove helenističke dinastije također su se služili takvim sustavom vladavine, posebno Seleukidi čije su satrapije bile dosta manje od onih u ahemenidsko vrijeme.

## Sasanidski i partski satrapi
U Partskom Carstvu vladareva moć zasnivala se na potpori plemićkih obitelji koji su upravljali velikim posjedima i vojskom, te koji su ubirali porez. Gradovi-države unutar kraljevstva uživali su određen stupanj samouprave i plaćali su porez vladaru.
Administracija Sasanidskog carstva bila je mnogo centraliziranija od partske. Dijelom nezavisna kraljevstva i gradovi-države sa samostalnom samoupravom zamijenjeni su sustavom „kraljevskih gradova“ koji su služili kao sjedišta namjesnika (tzv. šahrabsa) direktno odgovornih kralju, ali i kao sjedišta vojnim garnizonima. Šahrabsi su tako upravljali i gradom i pokrajinom u kojoj se grad nalazio.

## Poveznice
- Perzijsko Carstvo
  - Ahemenidsko Carstvo
  - Partsko Carstvo
  - Sasanidsko Carstvo
- Seleukidi

## Vanjske poveznice
- Satrapi i satrapije, Livius.org  Arhivirana inačica izvorne stranice od 7. travnja 2016. (Wayback Machine)
- Prvi iranski satrapi  Arhivirana inačica izvorne stranice od 5. ožujka 2016. (Wayback Machine)
- Britannica enciklopedija: Satrapije  Arhivirana inačica izvorne stranice od 5. ožujka 2016. (Wayback Machine)